# Viper (polski zespół muzyczny)
Viper – polski zespół muzyczny grający muzykę disco polo i dance.

## Historia
Został założony w 1997 i zadebiutował piosenką pt. Grzeszna miłość. Wokalistką zespołu jest Jolanta Szwalgin. Pierwsza płyta zespołu pt. Grzeszna miłość została wydana jesienią 1997.
Latem 1999 ukazał się drugi album pt. Daj mi słońce. Z kolei największym sukcesem tego zespołu był trzeci krążek pt. Impreza z 2000. Po trzech latach przerwy w połowie 2003 zespół wydał kolejną płytę pt. Pomóżcie światu.Zespół tworzyły również tancerki: Barbara Cegielska, Anna Ramatowska,Beata Gawek, Olga Fiodorowicz, Sylwia Bronakowska, Ewa Tokarzewska, a także klawiszowiec Michał Bęś.
W sierpniu 2002 na skutek wycofania się telewizji Polsat z dalszego promowania muzyki tanecznej (disco polo), a także usunięcia z ramówki programów Disco Relax i Disco Polo Live zespół Viper zawiesił działalność na czas nieokreślony.
W roku 2022 zespół Viper z wokalistką Jolantą Szwalgin, mieszkającą w Belgii, zaczęła nagrywać nowe utwory i publikować je pod tą samą nazwą, Viper. Od grudnia 2022 do sierpnia 2023 ukazały się cztery nowe utwory Viper, z czego czwarty utwór pojawi się na XXV Ogólnopolskim Festiwalu Muzyki Tanecznej w Augustowie, a utwór nosi tytuł Przyjaciele. Dodatkowo jesienią 2023 roku zostaje ukazany już piąty album pt. Żal mi tych lat.

## Dyskografia

### Albumy
- Grzeszna miłość (jesień 1997)
- Daj mi słońce (lato 1999)
- Impreza (lato 2000)
- Pomóżmy światu (połowa 2003)
- Żal mi tych lat (jesień 2023)

### Single
- Żal mi tych lat (grudzień 2022)
- Ty jesteś mój (styczeń 2023)
- Twoja dama (marzec 2023)
- Przyjaciele (sierpień/wrzesień 2023)